# 秘密取扱者適格性確認制度
秘密取扱者適格性確認制度（ひみつとりあつかいしゃてきかくせいかくにんせいど）は、かつて存在した、日本の安全保障や外交などに関する情報のうち、特に秘匿する必要のある特別管理秘密として指定した機密情報を扱う国家公務員の適格性を審査する制度。
特定秘密保護法の施行に伴い、特別管理秘密制度が廃止されたため、本制度は廃止された。

## 概要
第1次安倍政権下で内閣官房内閣情報調査室に設置された「カウンターインテリジェンス推進会議」が2007年（平成19年）8月に策定した「カウンターインテリジェンス機能の強化に関する基本方針」に基づいて、各省庁が基準を定めて運用する。2009年（平成21年）4月1日の麻生政権下で導入され、国家機密の漏洩を防ぐことを目的とする。外務省、防衛省、内閣官房、警察庁、経済産業省など22府省庁の国家公務員を対象に実施している。本制度に秘密漏洩に対する罰則規定はないが、国家公務員法上の守秘義務違反が適用される。調査内容や運用実態については一切明らかにされていないが、本人および配偶者や親族の国籍、借金の有無などの経済状況、交友関係、精神疾患などの通院歴、犯罪歴、外国への渡航歴などが調査されている。
2012年（平成24年）4月に社民党参議院議員の福島瑞穂が提出した秘密取扱者適格性確認制度に関する質問に対する答弁書を野田政権下で閣議決定したため本制度の存在が公式に明らかとなった。秘密取扱者適格性確認制度の根拠法令はないが、内閣情報調査室は「任命権者の権限の範囲内で実施しており、必ずしも本人の同意を得て行っているものではない」としている。なお、2013年に第2次安倍政権下で特定秘密の保護に関する法律が成立したことで、民間人を含む特定秘密取扱者の適性を評価する制度の根拠法令が整ったため、本制度は特定秘密保護制度における適性評価への発展的解消がなされた。